# Troféu Aída dos Santos
Troféu Aída dos Santos foi um torneio de Atletismo brasileiro, por equipes, disputado no Rio de Janeiro, organizado pela Federação de Atletismo do Rio de Janeiro. Além da participação de equipes fluminenses, é disputado por equipes também de outros estados.
Seu nome é uma homenagem a Aída dos Santos, importante atleta brasileira.
Muito popular entre as décadas de 1990 e 2000, era disputado por equipes tradicionais do 
Atletismo carioca, como a Estação Primeira de Mangueira e a Universidade Gama Filho, além do Clube de Regatas Vasco da Gama, o Clube de Regatas do Flamengo e o Fluminense Football Club.

## 1999
Paulo César Poersch, do Fluminense, foi o vencedor nos 100m rasos, pela terceira vez consecutiva, derrotando os medalhistas olímpicos Arnaldo de Oliveira, do Flamengo (2º colocado) e Robson Caetano , do Vasco (4º colocado). Augusto Cesar de Oliveira, também do Vasco, foi o terceiro.
Diego Guanabara, do Fluminense, foi o vencedor no salto em distância, ao alcançar a marca de 7 metros.
Na classificação final por equipes, o Vasco foi o campeão, com 385 pontos, com a Mangueira em segundo (214 pontos) e o Flamengo em terceiro (179).

## 2002
Em 2002, os resultados foram os seguintes:

### 100m adulto masculino (- 0.6)
- 1. Jarbas Mascarenhas Jr. - C. R. do Flamengo - 10.48[1]
- 2. Marcelo Brivillati da Silva - P. M. D. de Caxias - 10.67[1]
- 3. Jorge Célio Sena - C. R. Vasco da Gama - 10.73[1]

### 200m adulto masculino (1.0)
- 1. Bruno Pacheco - C. R. Vasco da Gama - 21.36[1]
- 2. Jarbas M. Junior - C. R. do Flamengo - 21.38[1]
- 3. Marcelo Brivillati da Silva - P. M. D. de Caxias - 21.42[1]

### 400m adulto masculino
- 1.Flavio de O. Godoy - C. R. Vasco da Gama - 46.68[1]
- 2. Luiz E. da Silva C. R. Vasco da Gama - 48.15[1]
- 3. Fernando B. Cantharino - C. R. Vasco da Gama - 48.32[1]

### 100m adulto feminino (-0.5)
- 1. Geisa A. Coutinho - C. R. Vasco da Gama - 11.90[1]
- 2. Evelyn C. dos Santos - C. R. do Flamengo - 11.94[1]
- 3. Adriana S. Francisco - C. R. do Flamengo - 12.39[1]

### 200m adulto feminino (0.0)
- 1. Geisa A. Coutinho - C. R. Vasco da Gama - 23.83[1]
- 2. Evelyn C. dos Santos - C. R. do Flamengo - 24.15 - Record Brasileiro de Menores[1]
- 3. Adriana S. Francisco - C. R. do Flamengo - 25.40[1]

### 400m adulto feminino
- 1. Geisa A. Coutinho - C. R. Vasco da Gama - 52.57[1]
- 2. Amanda F. Dias - C. R. do Flamengo - 55.52[1]
- 3. Ana Paula Pereira - C. R. do Flamengo - 57.04[1]

### 800m adulto feminino
- 1. Célia R. Santos - C. R. Vasco da Gama - 2.08.91[1]
- 2. Rejane E. Silva - P. M. D. de Caxias - 2.14.28[1]
- 3. Ana Paula Pereira - C. R. do Flamengo - 2.15.53[1]

### 400m c/ barreiras adulto feminino
- 1. Raquel M. Costa - C. R. do Flamengo - 59.79[1]
- 2. Janaína C. S. Garcia - C. R. Vasco da Gama - 1.02.48[1]
- 3. Marcela Silva - C. R. Vasco da Gama - 1.04.14[1]

### Salto em Distância Menores Masculino
- 1. Rafael Mello - GRESEP de Mangueira - 7.07[1]
- 2. Bruno H. Leite - 8ª CRE COPM - 6.51[1]
- 3. Luiz Felipe da Silva - C. R. Vasco da Gama - 6.35[1]

### 400m menores masculino
- 1. Eder Silva - C. R. Vasco da Gama - 50.24[1]
- 2. Jorge Borges - C. R. do Flamengo - 51.20[1]
- 3. Paulo Dantas - GRESEP Mangueira - 51.69[1]